# Cycloop

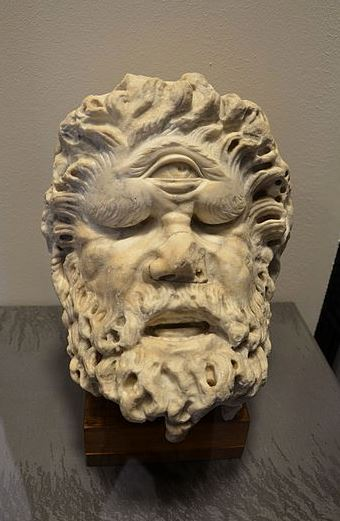
Kop van een cycloop uit de 1e eeuw

Cyclopen, of minder gangbaar kyklopen, (Oudgrieks: κύκλωψ – "rondoog", van: κύκλος – "cirkel" en ὤψ – "oog") zijn wezens uit de Griekse mythologie. Cyclopen zijn woeste reuzen met maar één oog, die woonachtig zouden zijn rond de vulkaan Etna op Sicilië. Cyclopen worden in verhalen vaak afgeschilderd als brute, mensenetende monsters, maar ook als vaardige ambachtslieden die loyaal zijn aan de god Hephaistos. 

## Mythologie

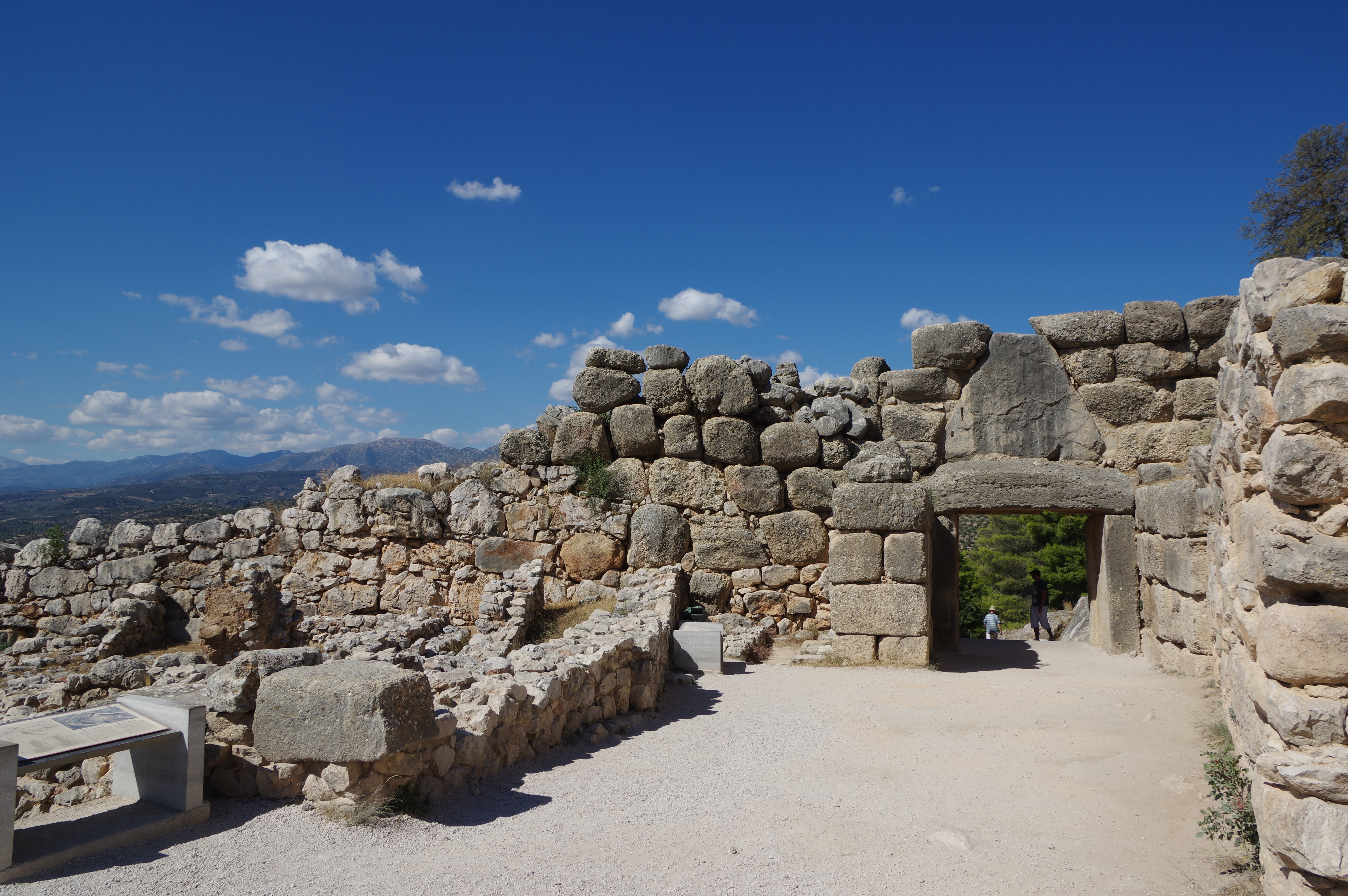
Cyclopische muren in Mycene

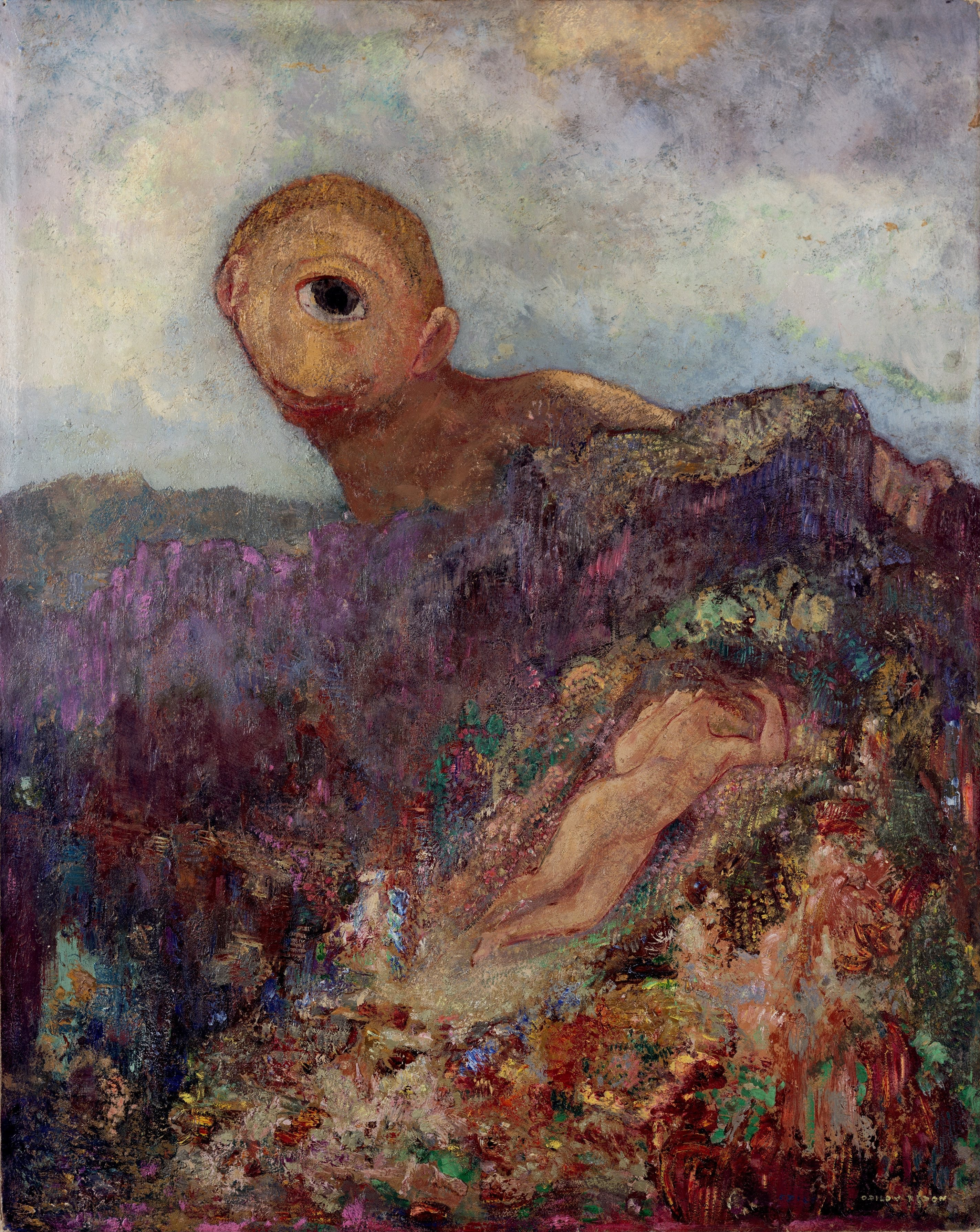
De cycloop van Odilon Redon

Volgens de Theogonia van Hesiodos en de Bibliotheca van Pseudo-Appollodoros waren de eerste cyclopen, genaamd Steropes, Brontes en Arges, de kinderen van Gaia en Ouranos. Aan hen heeft Zeus zijn bliksem, Poseidon zijn drietand en Hades zijn onzichtbaarheidshelm te danken. Volgens de dichters Callimachus en Vergilius werden de cyclopen daarom de assistenten van Hephaistos (in de Romeinse mythologie Vulcanus), de god van de smeedkunst.
Om bepaalde Myceense steden, onder andere om Mycene en Tiryns op de Peloponnesos, bevindt zich een bepaald type stadsmuur bestaande uit enorme blokken kleisteen, die zo groot en imposant waren dat de oude Grieken geloofden dat deze niet door mensen, maar door cyclopen gebouwd moesten zijn. Door dit volksgeloof worden dergelijke muren "Cyclopische muren" genoemd. 

### De cycloopPolyphemos
In de Odyssee van Homeros komt de held Odysseus tijdens zijn omzwervingen terecht op het eiland der cyclopen, dat in het saterspel Kyklops van Euripides en de Aeneis van Vergilius geïdentificeerd wordt als Sicilië. Odysseus wordt er met enkele van zijn mannen gevangengenomen in de grot van de mensenetende cycloop Polyphemos, een zoon van Poseidon, die leeft als schaapherder. Nadat Polyphemos twee keer twee van Odysseus' mannen heeft verslonden, weet de held de cycloop dronken te voeren, in slaap te sussen en zijn oog uit te steken. Uiteindelijk weten Odysseus en zijn overgebleven mannen uit de grot te ontsnappen door zich vast te binden aan de onderkant van Polyphemos' schapen. 

## Mogelijke oorsprong

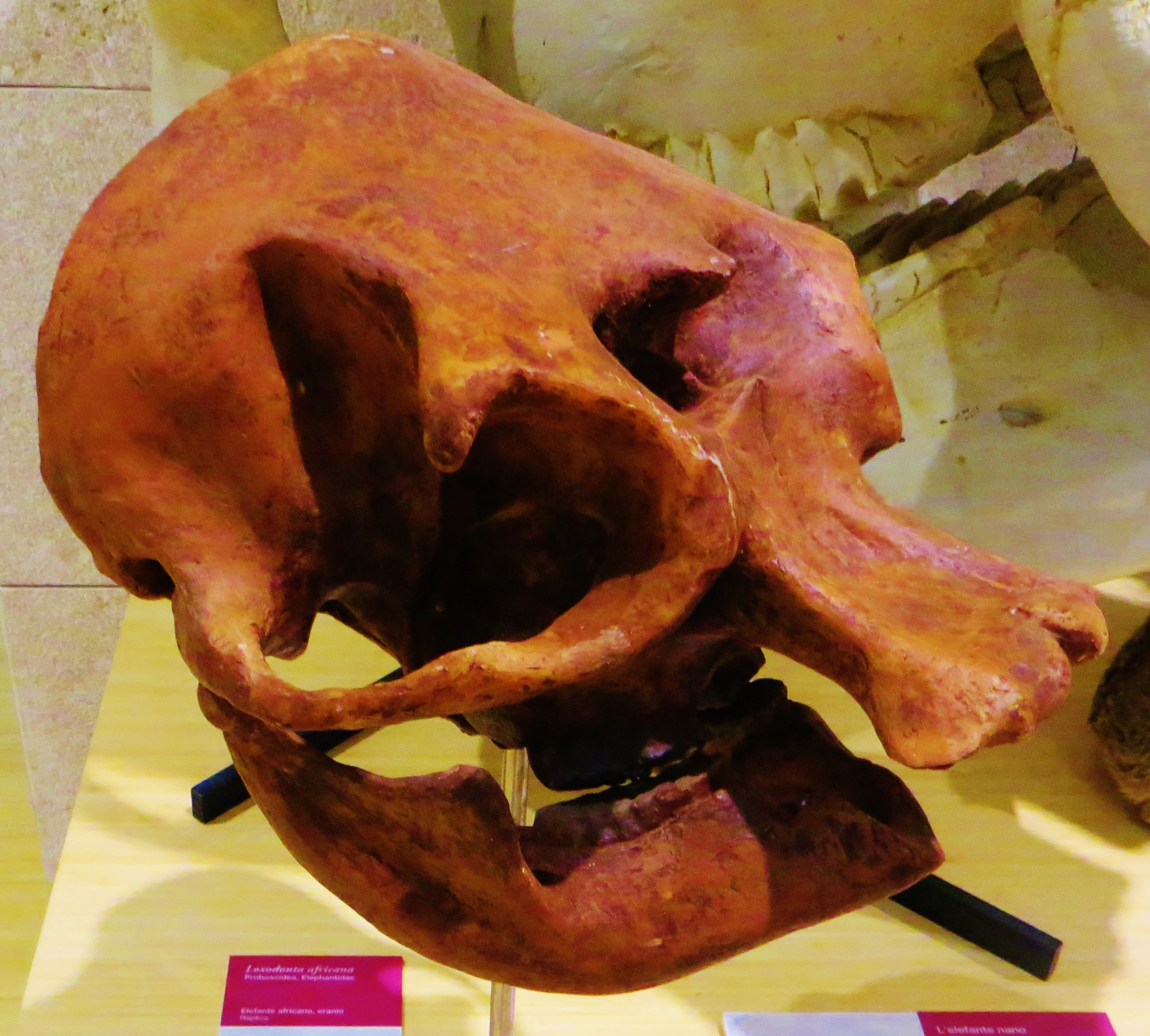
Schedel van een Siciliaanse dwergolifant

Volgens een theorie van paleontoloog Othenio Abel uit 1914 zouden de mythe van de cyclopen ontstaan zijn doordat de Grieken schedels van olifanten aanzagen voor de schedels van reuzen met één groot oog in het voorhoofd. Olifantschedels hebben immers geen duidelijk herkenbare oogkassen, maar wel een grote neusholte op de plaats van de slurf. Volgens deze theorie is het niet toevallig dat de cyclopen in verband worden gebracht met Sicilië, waar tijdens het Pleistoceen de Siciliaanse dwergolifant voorkwam. 
Volgens het boek The First Fossil Hunters: Paleontology in Greek and Roman Times van Adrienne Mayor moeten de Grieken die prehistorische olifantenbotten gevonden hebben en bewaard hebben in hun tempels. De mythische verhalen over de cyclopen zouden dan ontstaan zijn in een poging het uiterlijk van de prehistorische wezens te reconstrueren en verklaringen te zoeken voor hun uitsterven.